# Aciagrion pinheyi
Aciagrion pinheyi е вид водно конче от семейство Coenagrionidae.

## Разпространение
Видът е разпространен в Южна Африка (Квазулу-Натал).